# 菱鮃
菱鮃為輻鰭魚綱鰈形目鰈亞目菱鮃科的其中一種，為溫帶海水魚，分布於東大西洋區，從北緯68°至摩洛哥海域，包括地中海及黑海，棲息深度5-50公尺，身體薄且細長，皮膚有小、平滑的鱗片，沒有多骨的小瘤，體色通常是橄欖綠色，並有深色與淡色的斑點，體長可達75公分，棲息在沙泥底質底層水域，以底棲魚類及甲殼類為食，生活習性不明，為食用魚，適合清蒸、油炸、火烤方式食用。

## 扩展阅读
維基物種上的相關：菱鮃